# Karabin Calico Liberty
Karabin Calico Liberty – amerykański karabinek samopowtarzalny zasilany amunicją 9 mm Parabellum. Został wyprodukowany przez przedsiębiorstwo Calico. Zaprezentowano go w czerwcu 1989. Cechą charakterystyczną jest zastosowanie magazynka z podajnikiem ślimakowym.

## Warianty
- Calico Liberty 50 – magazynek o pojemności 50 nab.
- Calico Liberty 100 – magazynek o pojemności 100 nab.